# Anaxyrus speciosus
El sapo de Texas (Anaxyrus speciosus) es una especie de anfibio anuro de la familia de sapos Bufonidae. Anteriormente incluida en el género Bufo. Es nativa de Estados Unidos concretamente en el estado de Texas, pero también reside en Oklahoma, Nuevo México y México.

## Publicación original
- Girard, 1854 : Descriptions of new genera and species of North American Frogs. Proceedings of the Academy of Natural Sciences of Philadelphia, vol. 7, p. 86–88  (texto íntegro).